# Lomaphorus
Il lomaforo (gen. Lomaphorus) è un mammifero cingolato estinto, appartenente ai gliptodonti. Visse nel Pleistocene superiore (circa 100.000 - 10.000 anni fa) e i suoi resti fossili sono stati ritrovati in Sudamerica.

## Descrizione
Questo animale, come la maggior parte dei gliptodonti, era di grandi dimensioni, e raggiungeva i 2,5 metri di lunghezza. Possedeva un carapace possente che ricopriva gran parte del corpo, formato da osteodermi fusi insieme. Il carapace era di forma relativamente bassa e lunga, ma non quanto quello dell'affine Neosclerocalyptus. Le placche dorsali portavano una figura centrale di taglia media, circondata da una zona periferica dall'ornamentazione radiale. La coda era protetta grazie a una serie di anelli ossei e da un tubo osseo terminale; quest'ultimo conservava ancora una stretta banda periferica, ed era dotato di grossi osteodermi laterali. Alla fine del tubo erano presenti due grandi osteodermi convessi.

## Classificazione
I primi fossili di questo animale vennero descritti da Paul Gervais e Florentino Ameghino nel 1880 con il nome di Hoplophorus imperfectus. Fu poi lo stesso Ameghino, nel 1889, a riconoscere sufficienti caratteristiche distintive tali da istituire un nuovo genere, Lomaphorus, per questa specie. Oltre alla specie tipo Lomaphorus imperfectus, a questo genere sono state attribuite varie specie, come L. cingulatus, L. compressus, L. elegans, L. elevatus, L. gracilis, L. lineatus, L. meyeri, L. paranensis, rinvenute in varie zone del Sudamerica. Tuttavia, alcune di queste specie potrebbero non essere valide o identiche ad altre già descritte. 
Lomaphorus è un tipico rappresentante dei gliptodonti, i grandi mammiferi simili ad armadilli, ma dotati di un carapace del tutto rigido. Lomaphorus, in particolare, è un rappresentante del gruppo di gliptodonti noti come Sclerocalyptini, di cui fanno parte anche altre forme ben conosciute come Hoplophorus, Neosclerocalyptus e Panochthus.